# Panoší Újezd

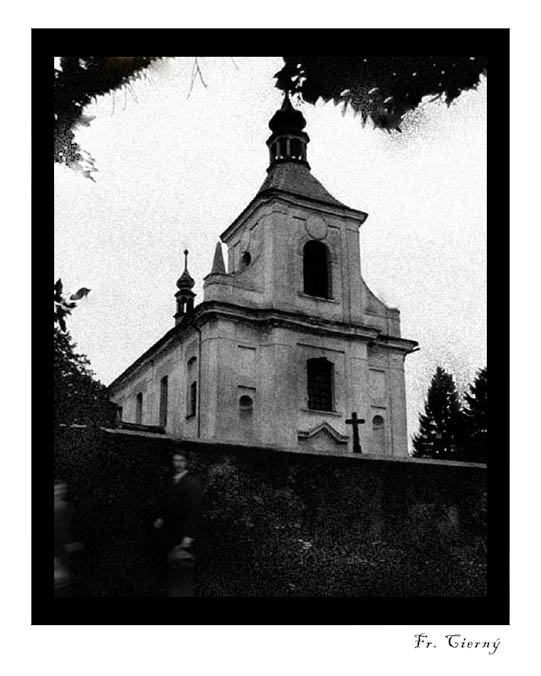
Kirche Mariä Himmelfahrt

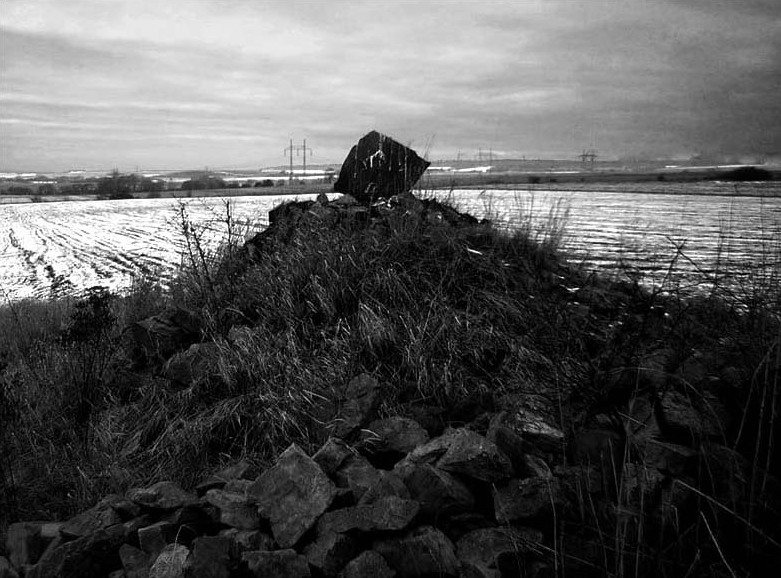
Ruine einer barocken Wegekapelle

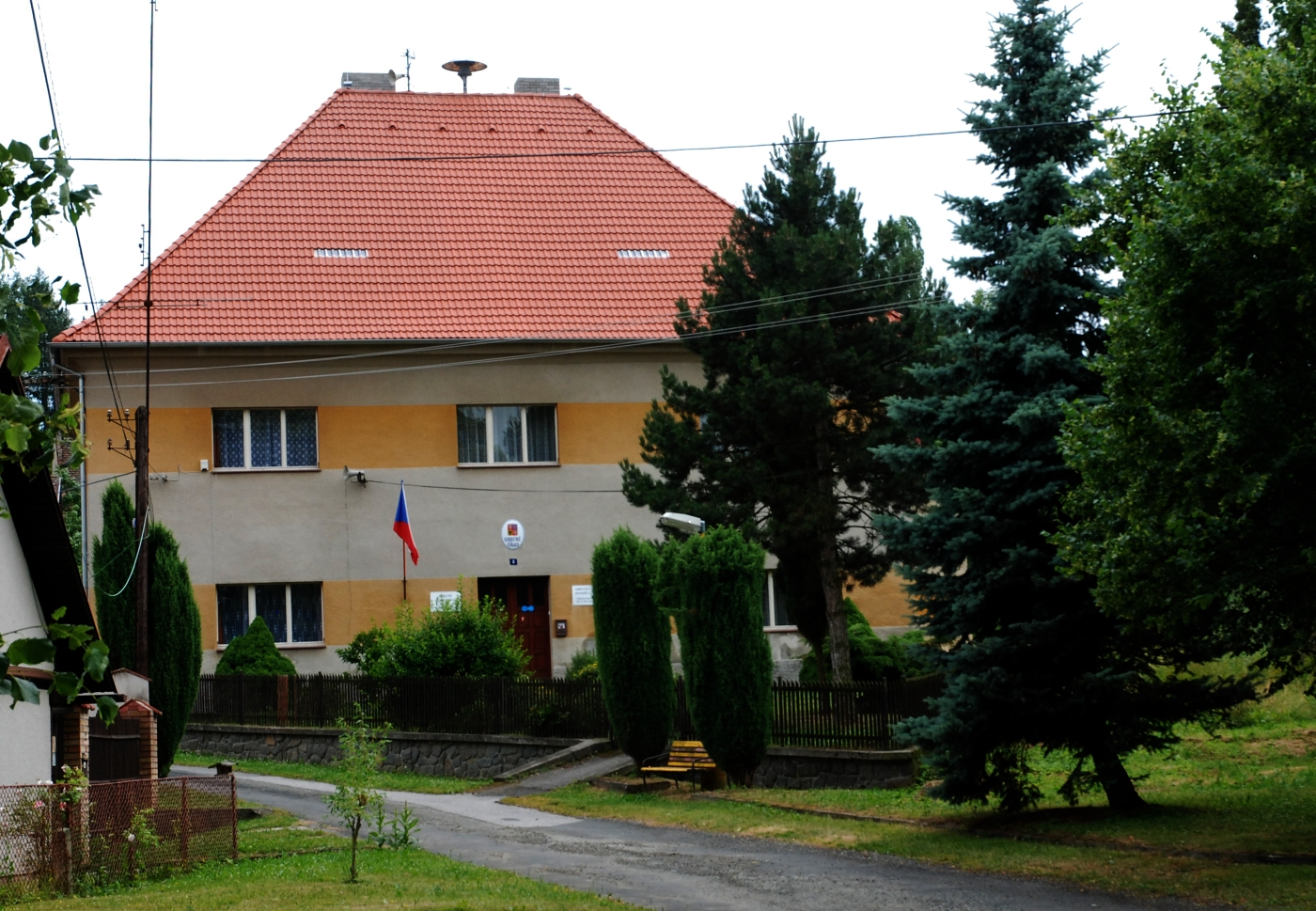
Ehemaliges Pfarrhaus, heute Gemeindeamt

Panoší Újezd, bis 1937 Velký Újezd (deutsch Panasch Aujest, früher Groß Aujest) ist eine Gemeinde in Tschechien. Sie liegt acht Kilometer südlich von Rakovník und gehört zum Okres Rakovník. Von den Einheimischen wird das Dorf als Oujezd bezeichnet.

## Geographie
Panoší Újezd befindet sich am Rande des Landschaftsschutzgebietes Křivoklátsko in der Křivoklátská vrchovina. Das Dorf liegt am Zusammenfluss der Bäche Žaberní potok und Rychlý potok zum Tyterský potok. Im Nordosten erheben sich der Na Stráží (480 m) und der Remízský vrch (473 m), östlich die Homolka (428 m) und die Čepína (469 m), im Südosten der Žalkov (434 m), südlich die Hůrka (491 m), im Südwesten die Hůrka (492 m), westlich der Soudný vrch (474 m) sowie im Nordwesten der Kočkov (494 m). Durch Panoší Újezd führt die Staatsstraße II/233 zwischen Rakovník und Radnice.
Nachbarorte sind Senec, Krčelák und Huřviny im Norden, Pavlíkov und Všetaty im Nordosten, Čepiny, Na Čihátku, Velká Buková und Malá Buková im Osten, Skřivaň, Tytry, Tyterský Mlýn und Novosedly im Südosten, Skupá, Malé Slabce, Slabce und Svinařov im Süden, Nová Ves, Rousínov, U Cihelny und Zhoř im Südwesten, Krakov im Westen sowie Zavidov, Malinová, Žďáry und Hvozd im Nordwesten.

## Geschichte
Die erste schriftliche Erwähnung des Dorfes Panoší Újezd erfolgte im Jahre 1352. Der Hof war ein Lehnshof der königlichen Burg Krakovec, die Lehnsmannen waren dort zu Knappendiensten verpflichtet. Später wurde das Lehn auf die königliche Burg Křivoklát übertragen. Die vorteilhafte Lage am Kreuzungspunkt des Steiges von Pilsen nach Prag mit dem Handelsweg nach Laun führte zu Zeiten der Luxemburger zu einer Blüte des Dorfes; nach den Errichtungsbüchern wurde die Kirche Mariä Himmelfahrt 1384 zur Pfarrkirche erhoben. Während der Hussitenkriege verödete das einst große Dorf.
Zu Zeiten des Königs Georg von Podiebrad begann ein rascher Anstieg der Bevölkerung und Panoší Újezd wuchs bis an seine Grenzen an, so dass um 1500 unmittelbar neben Panoší Újezd auf dem Gebiet der Herrschaft Kruschowitz ein weiteres Dorf gegründet wurde, das zunächst den Namen Nový Újezd erhielt. Da es Panoší Újezd bald an Größe übertraf, wurde es in Velký Újezd umbenannt.
Im Jahre 1685 verkaufte Leopold I. die Kronherrschaften Kruschowitz und Pürglitz an Ernst Joseph Graf von Waldstein. 1731 vererbte Johann Joseph Graf von Waldstein beide Herrschaften an seine Tochter und Universalerbin Maria Anna Fürstin zu Fürstenberg, die sie 1756 testamentarisch mit dem Gut Nischburg zu einem Familienfideikommiss von 400.000 Gulden vereinigte. Die eine Hälfte des Erbes fiel ihren Söhnen Joseph Wenzel zu Fürstenberg-Stühlingen und Karl Egon I. zu Fürstenberg zu, die andere ihren Töchtern Henriette Fürstin von Thurn und Taxis und Maria Theresia zu Fürstenberg. Als Fideikommisserben setzte sie ihren zweitgeborenen Sohn Karl Egon I. ein, der durch Ausgleich auch die Anteile seiner Geschwister erwarb. Nach dem Tode von Karl Egon I. erbte 1787 dessen ältester Sohn Philipp Fürst zu Fürstenberg († 1790) den Besitz, ihm folgten seine Kinder Karl Gabriel zu Fürstenberg († 1799) und Leopoldine Prinzessin von Hessen-Rothenburg-Rheinfels. 1803 verzichteten die weiblichen Erben in einem Familienvergleich zugunsten des minderjährigen Karl Egon II. zu Fürstenberg und der fürstlichen und landgräflichen Häuser Fürstenberg; als Verwalter wurde bis zu dessen Volljährigkeit im Jahre 1817 Joachim Egon Landgraf von Fürstenberg eingesetzt.
1792 entstand ein Groß-Augezd eine Dorfschmiede. Zu Beginn des 19. Jahrhunderts wurde in Panaschow-Augezd ein neues Schlösschen mit einem kleinen Turm als Herrensitz erbaut. 1826 wurde in Groß-Augezd ein neues Pfarrhaus gebaut, im selben Jahre entstand bei Panaschow-Augezd eine Ziegelei. Im Jahre 1835 kaufte Karl Egon II. zu Fürstenberg den Lehnhof Panaschow-Augezd von Karl Rikard und vereinigte ihn mit der Herrschaft Pürglitz. Administrativ war er der Herrschaft Kruschowitz zugeteilt, bildete aber ein besonderes Lehen, das an der Hoflehentafel fortgeführt wurde und nicht Teil des 1756 eingerichteten Familienfideikommisses war.
Der Hof Augezd-Panaschow umfasste im Jahre 1843 eine Nutzfläche von 256 Joch 1136 Quadratklafter. Das einzige zugehörige Dorf war Panaschow-Augezd/Panassow-Augezd, es bestand aus 25 Häusern mit 190 Einwohnern. In Panaschow-Augezd gab es ein herrschaftliches Schlösschen und einen Meierhof mit neuen Wirtschaftsgebäuden. Das mit Panaschow-Augezd zusammenhängende Dorf Groß-Augezd/Welký Augezd gehörte direkt zur Herrschaft Kruschowitz und bestand aus 35 Häusern mit 288 Einwohnern. Unter herrschaftlichem Patronat standen die Pfarrkirche Mariä Himmelfahrt und die 1843–1844 neuerbaute Schule mit drei Klassenzimmern für 260 Schüler. In Groß-Augezd gab es eine große Schäferei. Groß-Augezd war Pfarrort für Panaschow-Augezd, Skřiwan, Laschowitz, Titter, Malinowa, Hwozd, Pawlikow, Chlum, Wschetat und Lubna.
Bis zur Mitte des 19. Jahrhunderts bildeten Groß-Augezd und Panaschow-Augezd zwei Dorfgemeinden, die direkt bzw. indirekt der Herrschaft Kruschowitz samt den Lehngütern Wschetat und Panaschow-Augezd untertänig waren.
Nach der Aufhebung der Patrimonialherrschaften bildete Velký Oujezd / Groß Augezd ab 1850 mit den Ortsteilen Panoší Oujezd/Panaschow Augezd und Tytry/Tittrich eine Gemeinde im Bezirk Rakonitz und Gerichtsbezirk Rakonitz. Nach dem Tode des Karl Egon II. zu Fürstenberg erbte 1854 dessen zweitgeborener Sohn Max Egon I. den Fideikommiss Pürglitz. Ab 1880 löste sich Tytry los, zugleich führte die Gemeinde den Namen Velký Újezd und der verbliebene Ortsteil wurde als Panašov Újezd bezeichnet. Zu Beginn des 20. Jahrhunderts wurde für den Ortsteil der Name Panoší Újezd eingeführt, dieser wurde 1924 wieder in Panašov Újezd geändert. 1929 verkaufte die Familie Fürstenberg die Immobilien an den tschechoslowakischen Staat. Das Schlösschen Panašov Újezd diente zu dieser Zeit als Wohnung des Gutsverwalters und Brennerei. 1931 wurde die Gemeinde elektrifiziert. Im Jahre 1932 lebten in Velký Újezd einschließlich Panašov Újezd 484 Personen.
Im Jahre 1937 erfolgte der amtliche Zusammenschluss der beiden völlig miteinander verwachsenen Ortsteile Panašov Újezd/Panasch-Aujest und Velký Újezd/Groß Aujest zu einer Einheit. Als neuer Gemeindename wurde Panoší Újezd nach dem älteren der beiden Ortsteile bestimmt.
Die letzte der barocken Wegkapellen auf den Feldern der alten Handelsstraße wurde in den 1970er Jahren abgerissen. Die ehemalige Schule dient heute als Kindergarten.

## Gemeindegliederung
Für die Gemeinde Panoší Újezd sind keine Ortsteile ausgewiesen.

## Sehenswürdigkeiten
- Barocke Kirche Mariä Himmelfahrt, Sie wurde 1718 erbaut, von ihrem Vorgängerbau blieb das Presbyterium erhalten.
- Pfarrhaus, errichtet 1826, es ist heute Sitz des Gemeindeamtes
- Villa Jindra, erbaut in den 1920er Jahren
- Geschützte Linde, südlich des Dorfes
- Denkmal für die Gefallenen des Ersten Weltkrieges, enthüllt 1922
- Ehemaliges Schlösschen
- Gedenkstein für die Bodenreform, am Abzweig nach Rousínov